# Jens Klüver
Jens Klüver (født 1. oktober 1948) er en dansk jazzmusiker, saxofonist, orkesterleder og vægtløfter. I 35 år ledte han Klüvers Big Band, som orkesterchef og kunstnerisk leder.  Jens Klüver blev født i København, men voksede op i Fredericia. Han er uddannet klarinettist fra Det Jyske Musikkonservatorium i 1978, men er mest kendt som tenorsaxofonist.
I 1977 startede Klüver bigbandet Bred Ymer, der snart fik navnet Klüvers Big Band. Det er især fra sit virke som kunstnerisk leder og bigbandleder han er kendt i den brede offentlighed.
Klüver har igennem sin tid i Klüvers Big Band sat den musikpædagogiske fane højt, og har formidlet den rytmiske musik ud til et bredere publikum, især igennem skolekoncerter. Under hans ledelse opnåede bigbandet som det første, og hidtil eneste, at blive anerkendt som et rytmisk basisensemble og dermed opnå statsstøtte.
I 2002 fik Klüver overrakt i æresudgave af Ben Webster Prisen, for sit livslange arbejde for jazzmusikken i Aarhus, og i 2012 fik han Dansk Musiker Forbunds Hæderspris.
Siden 2012 har Klüver optrådt med pianisten Esben Tjalve i duo,trio og kvartet format.
Udover sit virke som leder af Klüvers Big Band har han haft to danmarksrekorder i bænkpres fra 1997 og 1998.